# Vanessa Morgan
Vanessa Morgan Mziray (23 de març de 1992) és una actriu canadenca. És coneguda pels seus papers de Beatrix "Bird" Castro a la sèrie de drama adolescent de MTV Finding Carter, com Amanda Pierce a la sèrie de comèdia adolescent de Family Channel The Latest Buzz i com Sarah a la pel·lícula de Disney Channel My Babysitter's a Vampire i la sèrie de televisió del mateix nom. Interpreta Toni Topaz a la sèrie dramàtica adolescent de The CW Riverdale.

## Primers anys
Morgan va néixer a Ottawa, Ontario. La seva mare és escocesa i el seu pare tanzà. Morgan és la més petita de tres fills. Té dos germans grans: una germana i un germà. Va començar a cantar als sis anys. Va cantar en esdeveniments comunitaris i teletons, va actuar per Childhelp i va ser una animadora convidada habitual de la fundació de beques College of the Desert. Va ser descoberta per un agent de Hollywood el 1999 i va guanyar una beca en una acadèmia d'actuació de Hollywood. El 1999, Morgan va guanyar el concurs Junior Miss America i va guanyar el primer lloc de vocalista al National Date Festival. L'any 2000, va guanyar el primer lloc al Concurs de Vocal Afroamericà. En els seus primers anys de vida, va ser membre del programa competitiu de tennis NTA a l'Ottawa Athletic Club. Morgan es va graduar a Colonel By Secondary School el 2010 i va estudiar filosofia a la Queen's University.

## Carrera
Morgan va fer el seu debut com a actriu a la pel·lícula VH1 A Diva's Christmas Carol el 2000 i una altra aparició a la pel·lícula Frankie & Alice el 2010. Es va donar a conèixer el 2007 pel seu paper d'Amanda Pearce a la sèrie de comèdia per a adolescents The Latest Buzz, així com per interpretant el tema principal de la sèrie. També va interpretar a Marion Hawthorne a la pel·lícula de Disney Channel del 2010 Harriet the Spy: Blog Wars.
L'any següent, Morgan va interpretar a Sarah a la pel·lícula de Teletoon / Disney Channel My Babysitter's a Vampire, així com a la sèrie de televisió del mateix nom. Morgan també va aparèixer a la pel·lícula de Disney Channel del 2011 Geek Charming. Va tenir un paper recurrent a la temporada 2 de la sèrie de comèdia de Disney Channel A.N.T. Farm per quatre episodis.
El 2013, Morgan va aparèixer a Degrassi: The Next Generation durant dos episodis.
El 2014, Morgan va tenir un paper recurrent al programa de MTV Finding Carter, interpretant a Beatrix "Bird" Castro.
El 2017, es va unir al repartiment principal de la sèrie de drama fantàstic The Shannara Chronicles com Lyria per a la segona temporada a Spike. A continuació, Morgan va interpretar el paper recurrent de Toni Topaz a la sèrie dramàtica per a adolescents de The CW Riverdale. El 2 de maig de 2018, es va anunciar que Morgan seria una sèrie habitual de la tercera temporada.

## Vida privada
El 3 de juliol de 2019, Morgan es va comprometre amb el jugador de beisbol professional Michael Kopech. Es van casar el 4 de gener de 2020. El 19 de juny de 2020, Kopech va sol·licitar el divorci. El 24 de juliol de 2020, Morgan va anunciar que estava embarassada. A desembre de 2020, el cas de divorci estava pendent. El 2021, Morgan va donar a llum un fill.